# Dolmen von Kerguéran

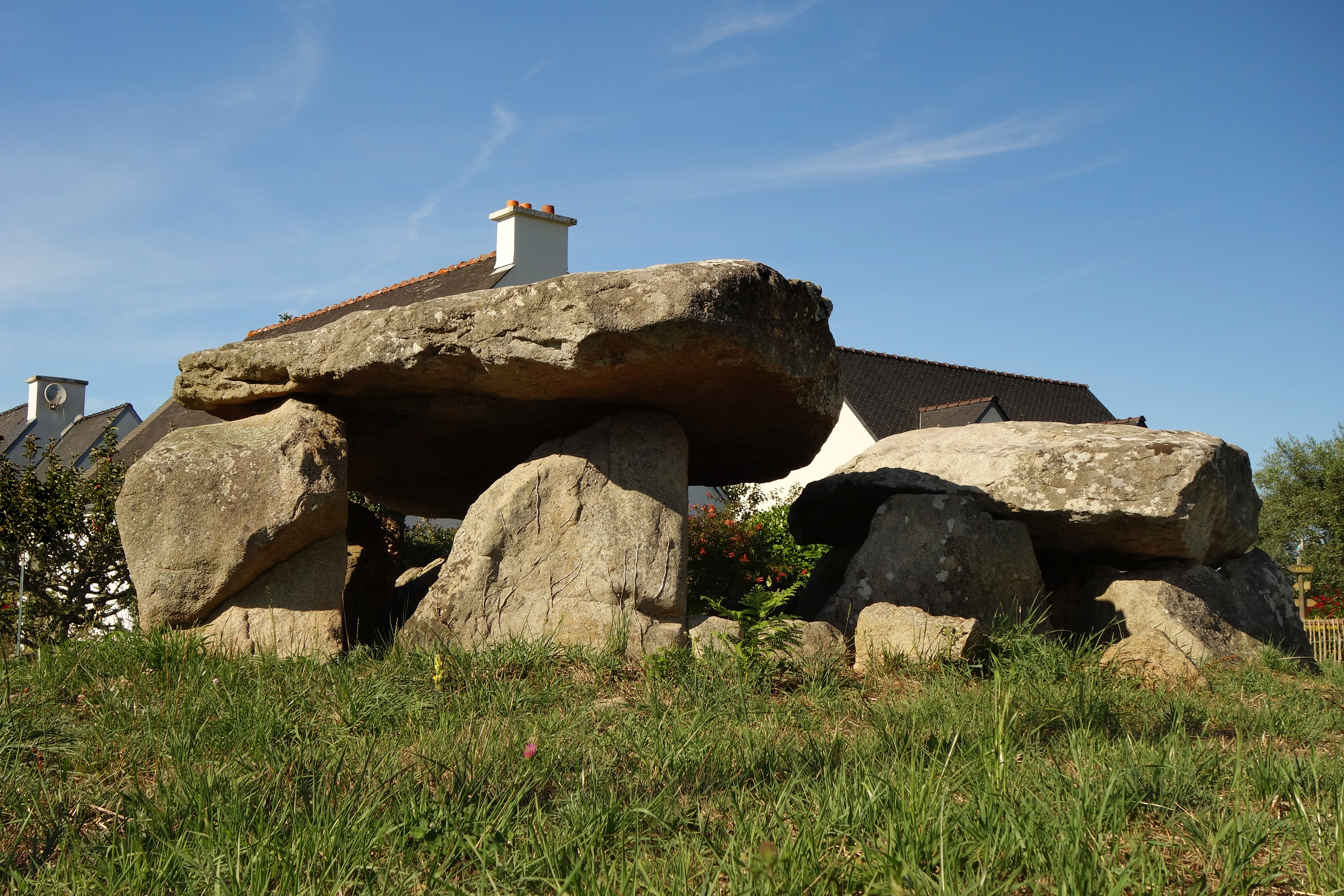
Der Kergueran-Dolmen im Jahr 2022

Der neolithische Dolmen von Kerguéran (auch Dolmen von Kerguerhan oder Er-Roc’h genannt) liegt am westlichen Ortsrand des Weilers Saint Cado bei Belz im Département Morbihan in der Bretagne in Frankreich. Dolmen ist in Frankreich der Oberbegriff für neolithische Megalithanlagen aller Art (siehe: Französische Nomenklatur).
Der Dolmen hat eine ovale bis birnenförmige Kammer von etwa 3,0 × 2,5 m und einen 1,4 m langen Rest des Ganges. Vom ursprünglichen Gangdolmen (französisch Dolmen à couloir) sind elf Orthostaten und zwei in situ aufliegende Decksteine erhalten (letztere bedecken die Kammer und den angrenzenden Teil des Ganges).
Der Dolmen ist seit 1936 als Monument historique eingestuft.
In der Nähe liegen die Dolmen Mané Rhun  (ruiniert), Moulin des Oies und Kerlutu.

Dolmen von Kerguéran
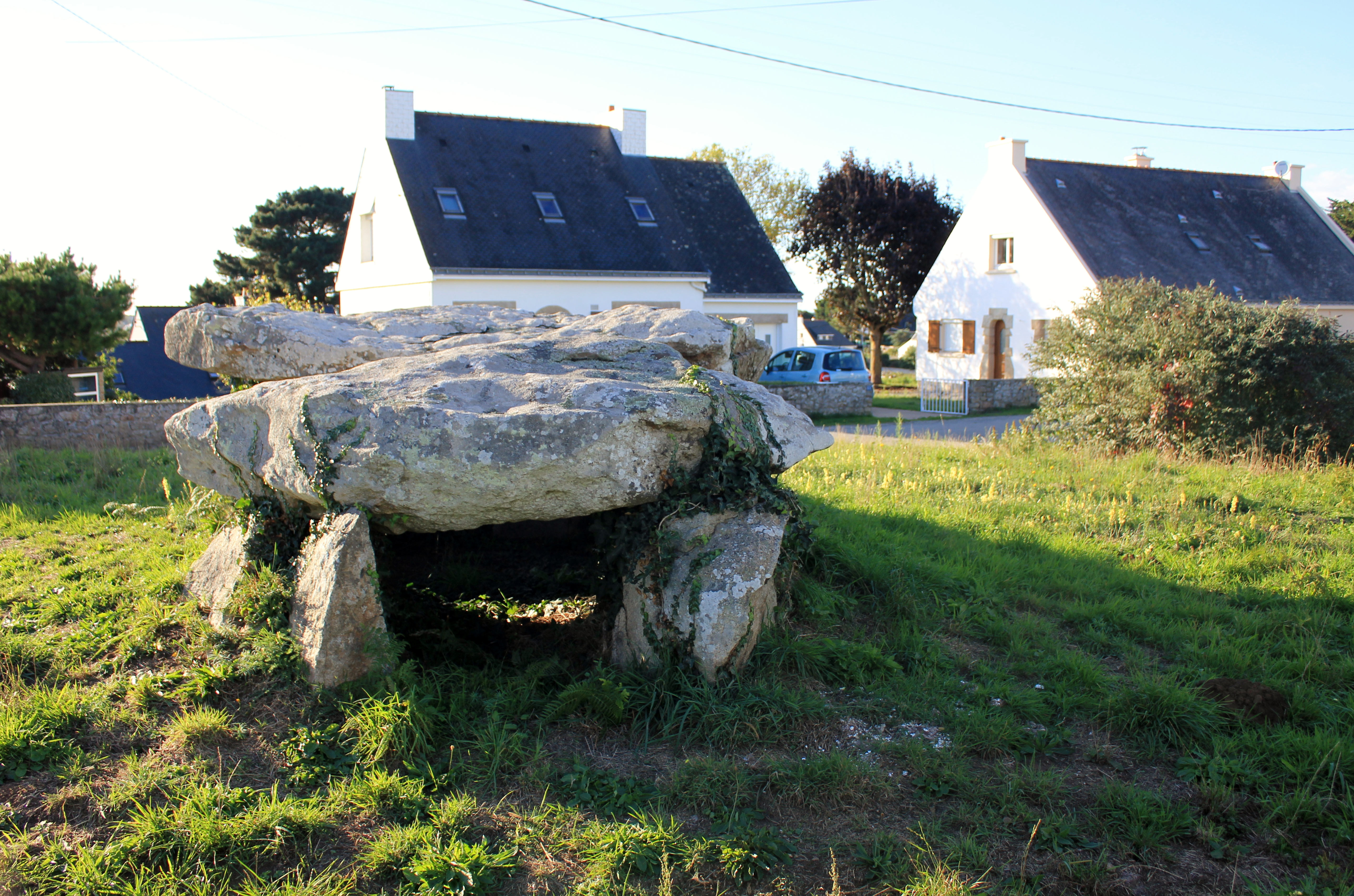
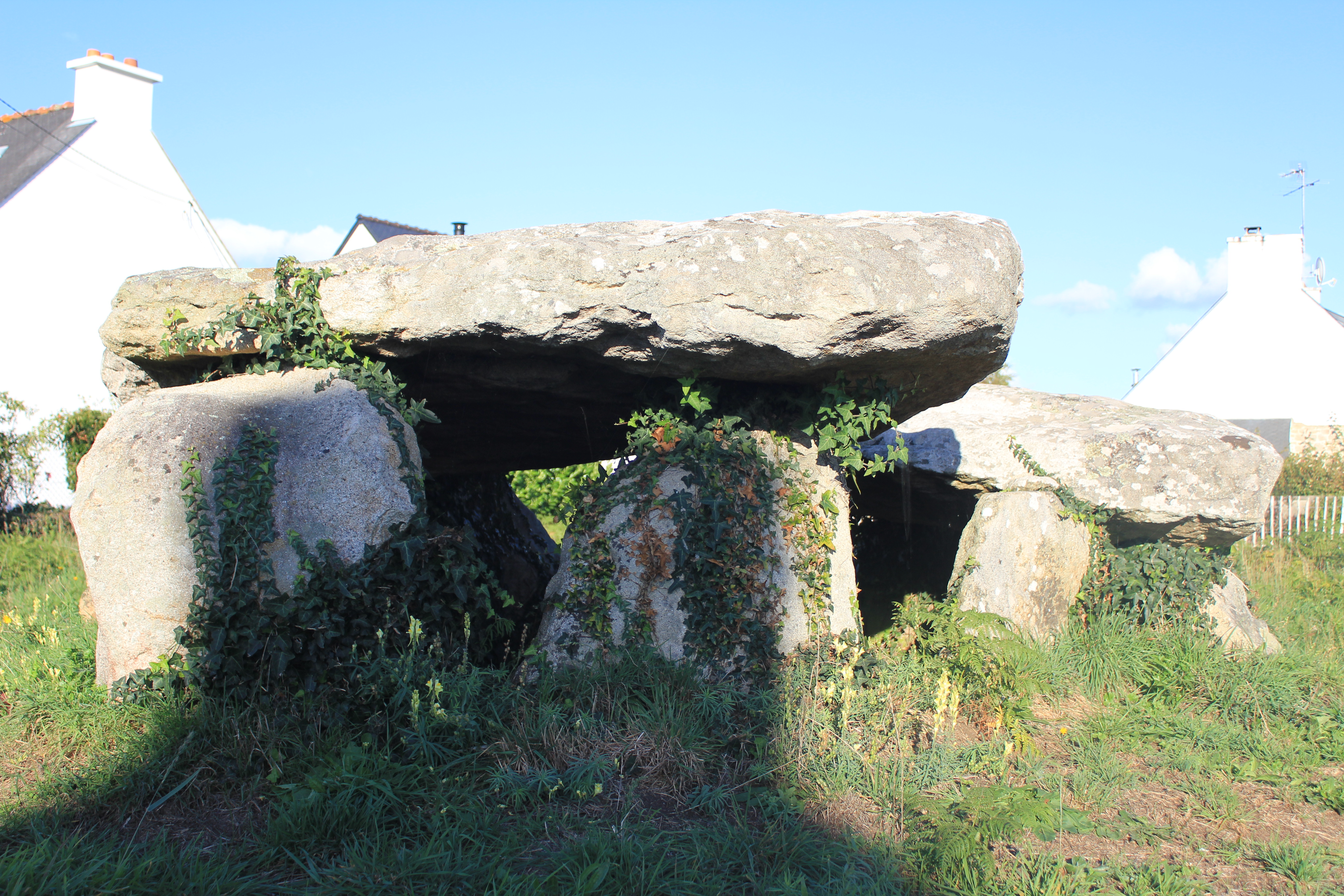
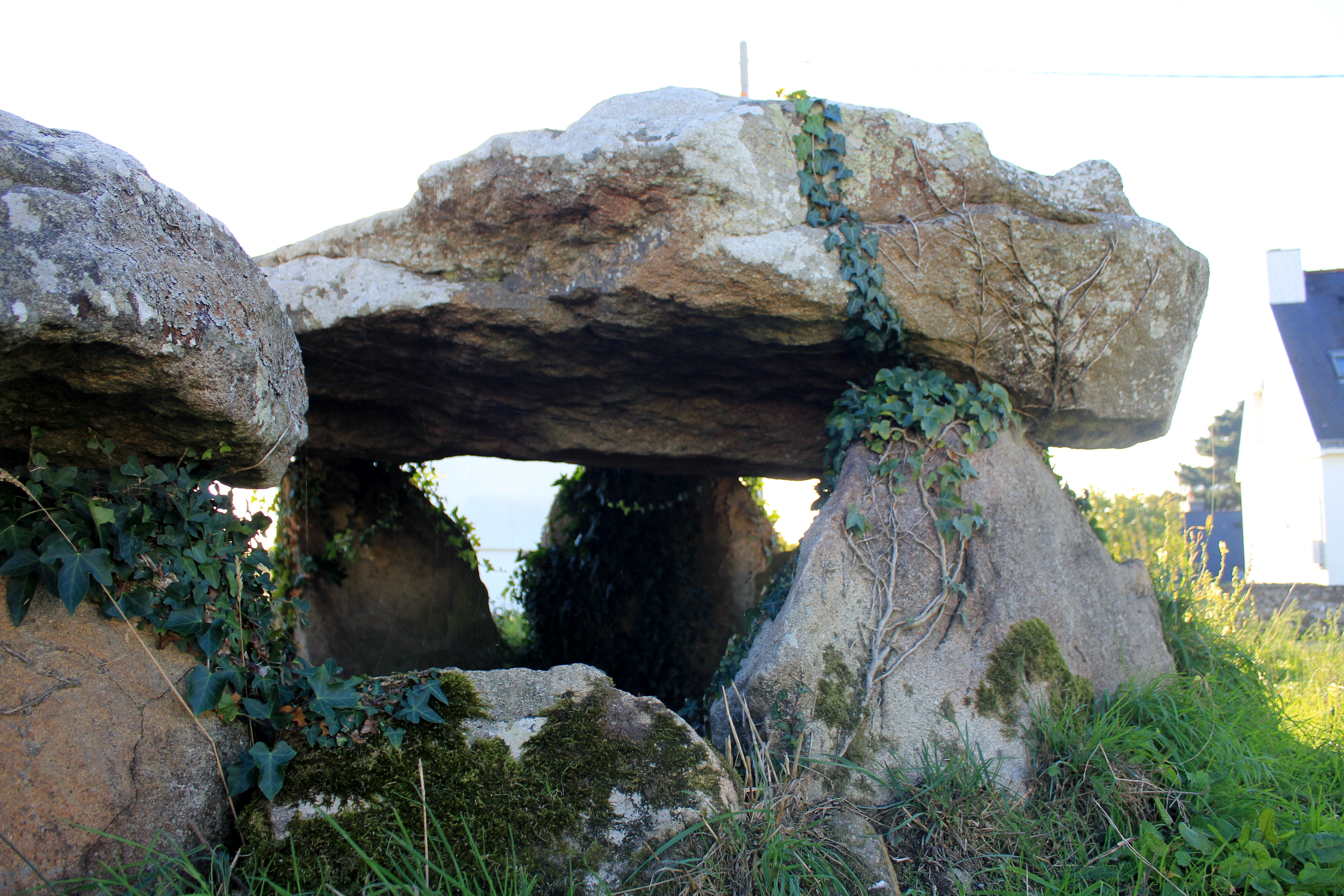